# Bành Dục Sướng
Bành Dục Sướng (âm đọc khác: Bành Dực Sướng) (tiếng Trung: 彭昱暢; bính âm: Péng Yùchàng, sinh ngày 25 tháng 10 năm 1994) là một nam diễn viên và ca sĩ người Trung Quốc.

## Tiểu sử
Bành Dục Sướng sinh ra ở Tân Dư, Giang Tây, Trung Quốc. Anh theo học tại Học viện Hý kịch Thượng Hải năm 2012, chuyên ngành múa rối. Trong thời gian đó, anh ấy đã tham gia diễn xuất trong Come on, my life! và các chương trình khác.

## Sự nghiệp
Bành Dục Sướng xuất hiện lần đầu trong bộ web-drama hài lãng mạn Thái tử phi thăng chức ký (2015) và được chú ý với vai diễn Cường công công. Năm 2016, anh đóng vai chính trong web-drama dành cho tuổi teen của Trung Quốc Minh Tinh Chí Nguyện, với vai một nghệ sĩ đầy tham vọng. Cùng năm đó, anh đảm nhận vai chính đầu tiên trong web-drama giả tưởng Khí Linh. Sau đó, anh đóng vai chính trong bộ phim truyền hình Thích khách liệt truyện do Sohu tự sản xuất.
Năm 2017, Bành Dục Sướng vào vai vận động viên bơi lội trong phim truyền hình đề tài thể thao Từng đóa bọt sóng. Sau đó, anh đóng vai chính trong phim điện ảnh âm nhạc Thiếu nữ tỏa sáng và được đề cử "Nam diễn viên mới xuất sắc nhất" tại Giải thưởng Tài năng mới Châu Á (Asian New Talent Award). Cùng năm, Bành Dục Sướng tham gia tiếp vai diễn của mình ở web-drama Khí Linh 2. 
Năm 2018, Bành Dục Sướng đóng vai chính trong bộ phim hài Mau đưa anh tôi đi đi được chuyển thể từ anime cùng tên của họa sĩ hoạt hình nổi tiếng Trung Quốc Soul Sister. Cùng năm, anh đóng vai chính trong phim điện ảnh Chú voi ngồi im trên đất. Với vai diễn này, anh đã được đề cử "Nam diễn viên chính xuất sắc nhất (Ảnh Đế)" tại Lễ trao giải Kim Mã lần thứ 55.
Năm 2019, Bành Dục Sướng đóng vai chính trong bộ phim truyền hình đề tài gia đình hiện đại Hạnh phúc viên mãn, được chuyển thể từ tiểu thuyết cùng tên của nhà văn A Nại. Cùng năm, anh đóng vai chính trong bộ phim thể thao thanh niên Phấn đấu đi thiếu niên. Anh cũng đóng vai chính trong phim giả tưởng Trở về quá khứ ôm lấy em, và phim điện ảnh Điều ước cuối cùng.
Bành Dục Sướng đứng thứ 57 trong danh sách 100 Người nổi tiếng Trung Quốc của Forbes;  Forbes Trung Quốc cũng liệt kê anh vào danh sách 30 Under 30 Asia 2019 của họ, bao gồm 30 người dưới 30 tuổi có ảnh hưởng và có ảnh hưởng đáng kể trong lĩnh vực của họ. Năm 2020, Bành Dục Sướng đứng thứ 67 trong danh sách 100 Người nổi tiếng Trung Quốc của Forbes. 

## Phim ảnh

### Điện ảnh
| Năm  | Tiêu đề                       | Vai diễn               | Hợp tác với                                                                    | Ghi chú |
| ---- | ----------------------------- | ---------------------- | ------------------------------------------------------------------------------ | ------- |
| 2017 | Thiếu nữ tỏa sáng             | Li Bạn                 | Từ Lộ                                                                          | [ 7 ]   |
| 2018 | Chú Voi Ngồi Im Trên Đất      | Vi Bố                  | Vương Ngọc Văn, Trương Du                                                      | [ 11 ]  |
| 2018 | Mau Đưa Anh Tôi Đi Giùm Cái   | Thời Phân              | Trương Tử Phong                                                                | [ 10 ]  |
| 2019 | Trở Về Quá Khứ Ôm Lấy Em      | Trương Hiểu Dương      | Hầu Minh Hạo, Cái Nguyệt Hi                                                    | [ 16 ]  |
| 2019 | Nguyện vọng nhỏ bé            | Cao Viễn               | Ngụy Đại Huân, Vương Đại Lục                                                   | [ 17 ]  |
| 2019 | Tôi và Tổ Quốc Tôi            |                        |                                                                                | [ 21 ]  |
| 2020 | Đoạt quán                     | Trần Trung Hòa lúc trẻ | Củng Lợi, Hoảng Bột, Lydia Bai                                                 | [ 22 ]  |
| 2020 | Tôi và Quê Hương Tôi          | Hoàng Đại Bảo lúc trẻ  |                                                                                | [ 23 ]  |
| 2020 | Một Chút Là Đến Nhà           | Bành Tú Binh           | Lưu Hạo Nhiên, Doãn Phưởng                                                     | [ 24 ]  |
| 2020 | Mộc Dục Chi Vương             | Tiếu Tường             |                                                                                |         |
| 2021 | Bùng Cháy Bầu Trời Thiếu Niên | Lão Cẩu                | Hứa Ân Di, Trương Hựu Hạo, Doãn Chính, Tôn Nhuế, Tư Ngoại Qa, Liêu Nguyệt Dĩnh | [ 25 ]  |
| 2021 | Nhà Cách Mạng                 | Trương Học Lương       | Lý Dịch Phong, Đồng Lệ Á, Hàn Canh, Chương Nhược Nam,...                       |         |
| 2021 | Tôi và bậc cha chú của tôi    | Trợ lý                 | Ngô Kinh, Chương Tử Di, Hoàng Hiên, Thẩm Đằng                                  |         |
| TBA  | Thiên Tài Trò Chơi            | Lưu Toàn Long          | Đinh Vũ Hề                                                                     | [ 26 ]  |

### Phim truyền hình
| Năm  | Tiêu đề                              | Vai trò         | Nghệ sĩ hợp tác                                                 | Ghi chú   |        |
| ---- | ------------------------------------ | --------------- | --------------------------------------------------------------- | --------- | ------ |
| 2015 | Thái tử phi thăng chức ký            | Cường công công |                                                                 |           |        |
| 2016 | Minh Tinh Chí Nguyện                 | Lộ Phong        |                                                                 |           |        |
| 2016 | Quán Ăn Thâm Tỉnh                    | Hiểu Hoàng      |                                                                 |           |        |
| 2016 | Thích Khách Liệt Truyện              | Mạnh Chương     |                                                                 | Vai chính |        |
| 2016 | Khí Linh                             | Mạc Minh        |                                                                 |           |        |
| 2017 | Khí Linh 2                           | Mạc Minh        |                                                                 |           |        |
| 2017 | Thích Khách Liệt Truyện 2            | Mạnh Chương     |                                                                 | Khách mời |        |
| 2017 | Từng Đóa Bọt Sóng                    | Minh Thiên      | Đàm Tùng Vận, Hùng Tử Kỳ                                        |           |        |
| 2019 | Hạnh Phúc Viên Mãn                   | Tiểu Mông       | Diêu Thần, Nghê Đại Hồng, Quách Kinh Phi, Lý Niệm               |           |        |
| 2019 | Bí Mật Của Tương Lai                 | Trương Thạc     |                                                                 | Cameo     |        |
| 2019 | Phấn Đấu Đi Thiếu Niên               | Lộ Hạ           | Đổng Lực, Lưu Vĩnh Hy, Tạ San San, Tống Y Nhân, Trương Dật Kiệt | [ 14 ]    |        |
| 2020 | Bầu Trời Của Thiếu Niên Phong Khuyển | Đồ Tuấn         | Trương Tịnh Nghi, Lương Tĩnh Khang, Châu Y Nhiên                |           |        |
| 2023 | Dị nhân chi hạ                       | Trương Sở Lam   | Hầu Minh Hạo, Vương Ảnh Lộ                                      | Vai chính | [ 27 ] |

### Chương trình tạp kỹ
| Năm  | Tiêu đề                        | Vai trò            | Ghi chú |
| ---- | ------------------------------ | ------------------ | ------- |
| 2016 | Ngày ngày tiến lên             | Tổ chức            | [ 28 ]  |
| 2017 | Sự ra đời của diễn viên        | Thí sinh           | [ 29 ]  |
| 2018 | Wiser VS 3 Adorkable Man       | Thành viên cố định | [ 30 ]  |
| 2018 | Hướng về cuộc sống mùa 2       | Thành viên cố định | [ 31 ]  |
| 2019 | Hướng về cuộc sống mùa 3       | Thành viên cố định |         |
| 2020 | Hướng về cuộc sống mùa 4       | Thành viên cố định |         |
| 2021 | Hướng về cuộc sống mùa 5       | Thành viên cố định |         |
| 2022 | Trốn thoát khỏi mật thất mùa 4 | Thành viên cố định |         |

## Âm nhạc

### Albums
| Năm  | Tên tiếng Anh | Tên tiếng Trung | Ghi chú |
| ---- | ------------- | --------------- | ------- |
| 2016 | You Must      | 你一定          | [ 32 ]  |

### Singles
| Năm  | Tên tiếng Anh                           | Tên tiếng Trung    | Ghi chú                    |                                   |
| ---- | --------------------------------------- | ------------------ | -------------------------- | --------------------------------- |
| 2017 | "Seventeen is not a Lie"                | 十七岁的时光不说谎 | —                          | [ 33 ]                            |
| 2017 | "Show me!"                              |                    | —                          | [ 34 ]                            |
| 2017 | "Hero"                                  | 英雄               | —                          | [ 35 ]                            |
| 2018 | "The Future Me"                         | 未来已来           | —                          | [ 36 ]                            |
| 2019 | "In Youth"                              | 正少年             | Phấn Đấu Đi Thiếu Niên OST | [ 37 ]                            |
| 2019 | "We Won't Be Sad in the End"            | 最后不会有悲伤     | Điều Ước Cuối Cùng OST     | với Ngụy Đại Huân & Vương Đại Lục |
| 2019 | "Friend Zone"                           | 友情以上           | Yêu nhầm bạn thân OST      | với Chương Nhược Nam              |
| 2020 | "Heart Warms Heart Equals to the World" | 心暖心等于世界     |                            | [ 40 ]                            |

## Giải thưởng và đề cử
| Năm  | Giải thưởng                                          | thể loại                                    | Công việc được đề cử         | Các kết quả | Tham khảo |
| ---- | ---------------------------------------------------- | ------------------------------------------- | ---------------------------- | ----------- | --------- |
| 2017 | Giải thưởng Tài năng mới Châu Á                      | Diễn viên mới xuất sắc nhất                 | Thiếu nữ tỏa sáng            | Đề cử       |           |
| 2017 | Fresh Asia Chart Festival                            | Diễn viên mới trong phim chéo xuất sắc nhất | Thiếu nữ tỏa sáng            | Đoạt giải   | [ 41 ]    |
| 2018 | Liên hoan phim sinh viên đại học Bắc Kinh lần thứ 25 | Diễn viên mới xuất sắc nhất                 | Thiếu nữ tỏa sáng            | Đề cử       | [ 42 ]    |
| 2018 | Liên hoan phim và giải thưởng Kim Mã lần thứ 55      | Nam diễn viên chính xuất sắc nhất (Ảnh đế)  | Chú voi ngồi im trên đất     | Đề cử       | [ 43 ]    |
| 2019 | Liên hoan phim sinh viên đại học Bắc Kinh lần thứ 26 | Diễn viên mới xuất sắc nhất                 | Mau Mang Anh Tôi Đi Giùm Cái | Đề cử       | [ 44 ]    |
| 2019 | Giải thưởng Hoa Đỉnh lần thứ 25                      | Diễn viên mới xuất sắc nhất                 | Mau Mang Anh Tôi Đi Giùm Cái | Đề cử       | [ 45 ]    |